# Quần đảo Anh
Quần đảo Anh (tiếng Anh: British Isles) là một nhóm các đảo ngoài khơi bờ biển tây bắc châu Âu lục địa gồm có đảo Anh và đảo Ireland cùng trên sáu nghìn đảo nhỏ khác. Có hai quốc gia có chủ quyền trên quần đảo: Liên hiệp Vương quốc Anh và Bắc Ireland (thường gọi là nước Anh) và Ireland (cũng được gọi là Cộng hòa Ireland). Quần đảo Anh cũng gồm có ba Lãnh thổ phụ thuộc hoàng gia Anh: Đảo Man cùng Jersey và Guernsey thuộc Quần đảo Eo Biển, tuy vậy hai vùng về sau không thuộc quần đảo về mặt tự nhiên. Tổng dân số quần đảo Anh tính đến ngày 31 tháng 12 năm 2022 là 73,930,678 người.
Khối đá cổ nhất trong quần đảo nằm ở phía tây bắc của Scotland và Ireland và có niên đại 2.700 triệu năm. Vào Kỷ Silur, vùng tây-bắc va chạm với vùng đông-nam, đã tạo ra một vùng đất lục địa rộng riêng biệt. Địa hình của quần đảo khá khiêm tốn so với tiêu chuẩn toàn cầu. Ben Nevis chỉ cao 1.344 mét (4.409 ft), Lough Neagh, là hồ lớn nhất trên toàn quần đảo cũng chỉ rộng 381 kilômét vuông (147 dặm vuông Anh). Quần đảo có khí hậu đại dương ôn hòa, với một mùa đông không gắt và một mùa hè ấm áp. Gió Bắc Đại Tây Dương mang lại một độ ẩm đáng kể và làm tăng nhiệt độ lên 11 °C (20 °F), trên mức trung bình toàn cầu ở những nơi cùng vĩ độ. Điều này khiến cho phong cảnh quần đảo từ lâu được chi phối bởi rừng mưa ôn đới, mặc dù các hoạt động của con người đã xóa sổ phần lớn diện tích rừng này. Khu vực quần đảo lại một lần nữa có người cư trú vào thời kỳ băng hà cuối cùng của Kỷ Băng hà thứ 4, khoảng năm 12.000 TCN tại đảo Anh và 8000 TCN tại Ireland. Vào thời điểm đó, Đảo Anh còn là một bán đảo của châu Âu lục địa còn Ireland đã trở thành một hòn đảo riêng biệt.
Các bộ lạc Scoti (Ireland), Pictish (miền bắc đảo Anh) và Brython (miền nam đảo Anh) đã định cư trên quần đảo vào thời điểm bắt đầu thiên niên kỷ thứ nhất sau Công nguyên. Phần lớn đảo Anh do người Briton kiểm soát đã bị quân La Mã chinh phục năm 43 SCN. Những người Anglo-Saxon đầu tiên đã đến khi thế lực La Mã suy yếu vào thế kỷ 5 và cuối cùng thống trị nơi mà nay là xứ Anh. Người Viking xâm lược quần đảo bắt đầu từ thế kỷ thứ 9, theo sau là các khu định cư thường xuyên và thay đổi chính trị đặc biệt tại Anh. Người Norman chinh phục Anh vào năm 1066 và sau đó Angevin đã chinh phục một phần Ireland từ 1169 dẫn đến việc áp đặt một hệ thống thống trị Norman mới gần như khắp Đảo Anh và nhiều phần tại Ireland. Đến Hậu kỳ Trung cổ, đảo Anh bị phân tách thành các vương quốc Anh và Scotland, trong khi Ireland là sự thay đổi liên tục giữa các vương quốc Gael, các chúa Hiberno-Norman và các lãnh địa Ireland do người Anh thống trị, và không lâu sau đó nằm dưới quyền kiểm soát của vua Anh. Việc lập Liên minh vương quyền năm 1603, Đạo luật Liên hiệp 1707 và Đạo luật Liên hiệp 1800 đã cố gắng củng cố việc Đảo Anh và Ireland thành một thực thể chính trị đơn nhất, Vương quốc Liên hiệp, còn Đảo Man và quần đảo Eo Biển vẫn là lãnh thổ phụ thuộc hoàng gia. Sự mở rộng của đế quốc Anh và việc di cư do Nạn đói Lớn và Dọn quang Cao nguyên đã dẫn đến việc cư dân cũng như văn góa của quần đảo phân bổ khắp thế giới và việc suy giảm dân số nhanh chóng tại Ireland vào nửa cuối của thế kỷ 19. Hầu hết lãnh thổ Ireland rút ra khỏi Vương quốc Liên hiệp sau chiến tranh giành độc lập và hiệp ước Anh-Ireland (1919–1922) sau đó, chỉ còn sáu quận vẫn còn nằm trong nước Anh với tên gọi Bắc Ireland.
Thuật ngữ British Isles (quần đảo Anh) gây tranh cãi tại Ireland, tại đây có sự chống đối việc sử dụng những thuật ngữ có từ British với những gì liên quan đến Ireland. Chính phủ Ireland không sử dụng thuật ngữ này và đại sứ quán nước này tại Luân Đôn không khuyến khích sử dụng nó. "Anh và Ireland" hay "quần đảo Đại Tây Dương" trở thành các thuật ngữ có thể dùng thay thế song "quần đảo Anh" vẫn là một tên thông dụng.